# Гней Бебий Тамфил
Гней Бебий Тамфил (на латински: Cnaeus Baebius Tamphilus) e политик на Римската република през 3 и 2 век пр.н.е. През 182 пр.н.е. е консул.
Той произлиза от плебейския род Бебии, чийто клон Тамфил през 180 пр.н.е. става патрициански и двама братя стават един след друг консули. Той е син на Квинт Бебий Тамфил (претор 218 пр.н.е.) и брат на Марк Бебий Тамфил (консул 181 пр.н.е.).
През 204 пр.н.е. Гней е народен трибун, през 199 пр.н.е. е претор. Той поема командването на легионите от консула от предната година Гай Аврелий Кота при Ариминиум и с новия консул Луций Корнелий Лентул има успехи против инсубрите. През 186 пр.н.е. е триумвир и организира нови колонии.
През 182 пр.н.е. Гней Бебий Тамфил е избран за консул заедно с Луций Емилий Павел Македоник.  Бие се против лигурите и става проконсул в Лигурия.